# Список грибов и лишайников, занесённых в Красную книгу Рязанской области

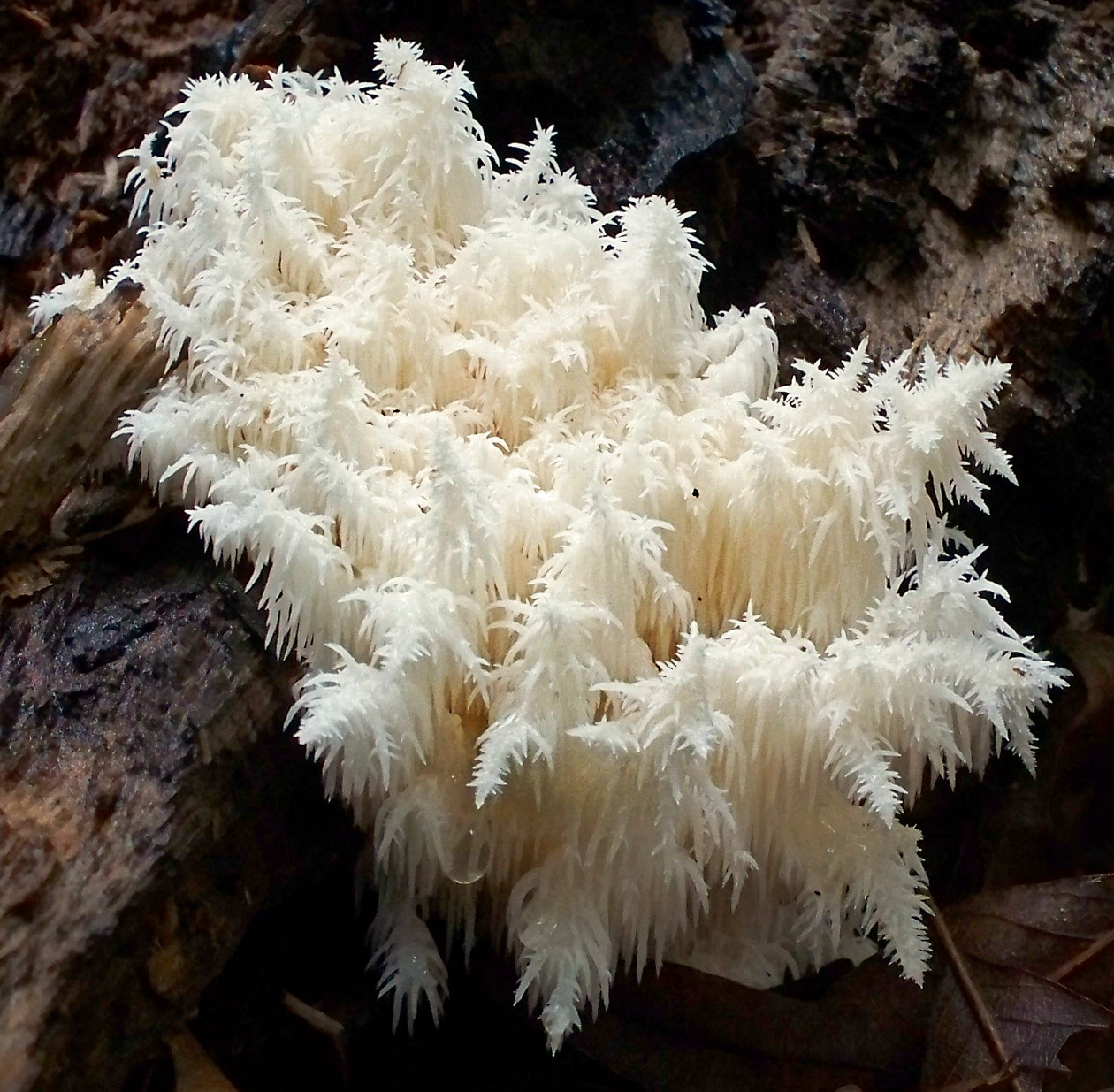
Ежовик коралловидный

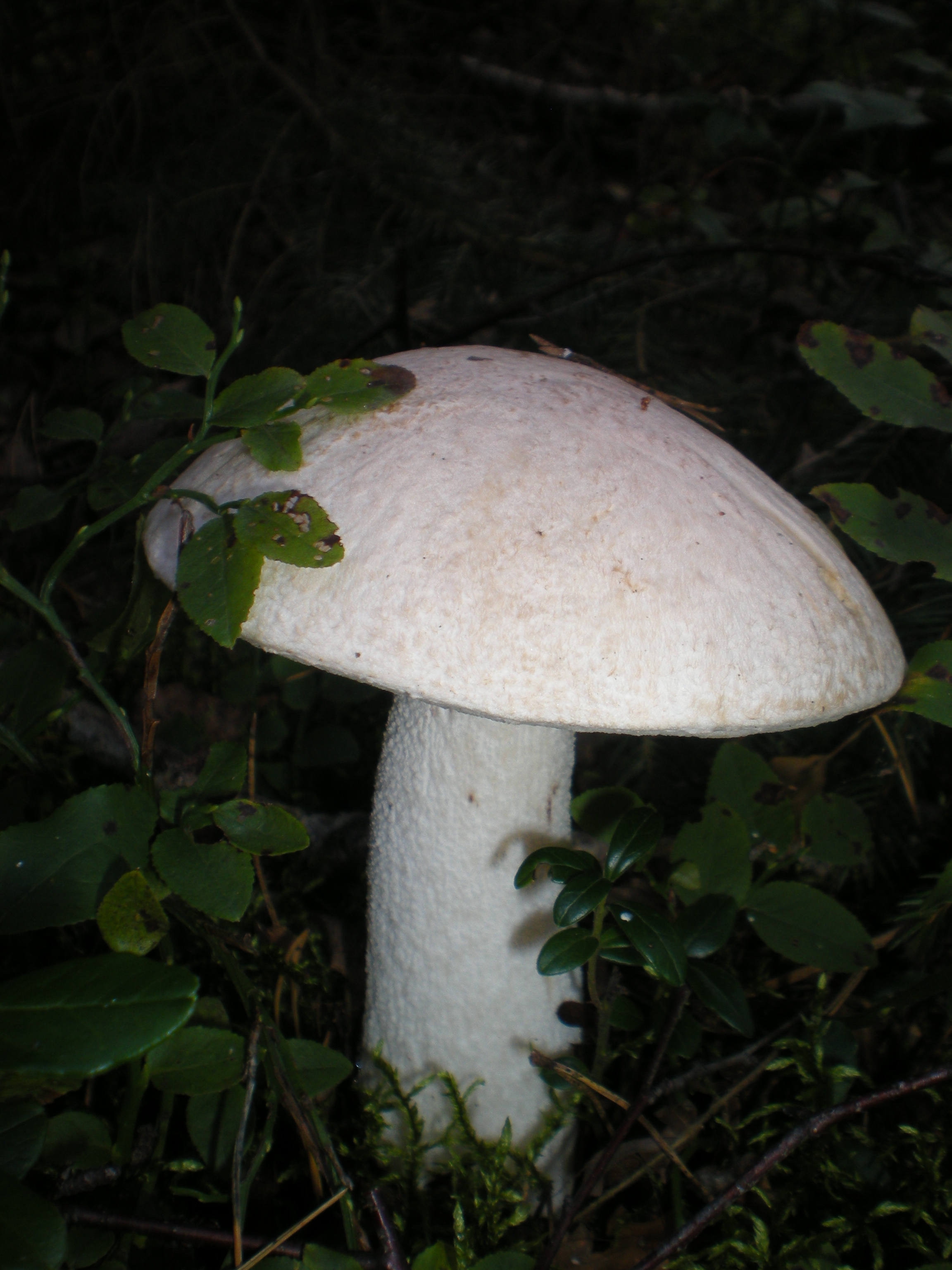
Осиновик белый

Постановлением министерства природопользования и экологии Рязанской области от 2 февраля 2010 года №1 утвержден перечень объектов животного и растительного мира, занесенных в Красную книгу Рязанской области.

## Грибы(лат.Fungi)
- Трутовик разветвленный, или полипорус зонтичный (лат. Polyporus umbellatus, (Pers.) Fr. [Grifola umbellata (Pers.) Pilat])3
- Спарассис курчавый, или грибная капуста (лат. Sparassias crispa (Wulfen) Fr.)3
- Ежовик коралловидный, или Гериций коралловидный (лат. Hericium coralloides, (Fr.) Pers.)3
- Каштановый гриб (лат. Gyroporus castaneus, (Bull.: Fr.) Qu I.)3
- Гиропорус синеющий (лат. Gyrogorus cyanescens, (Bull.: Fr.) Qu I.)5
- Осиновик белый (лат. Leccinum percandidum, (Vassilk.) Watlinq)3
- Березовик розовеющий, или окисляющийся (лат. Leccinum oxydabile, (Sinq.) Sinq.)3
- Паутинник чешуйчатый (лат. Cortinarius pholideus, (Fr: Fr.) Fr.)3
- Паутинник фиолетовый (лат. Cortinarius violaceus, (L.: Fr.) Fr.)3
- Сыроежка зеленоватая (лат. Russula virescens, (Schaeff.) Fr.)3

## Лишайники(лат.Lichenes)
- Уснея жестковолосистая (лат. Usnea hirta, (L.) Wiqq.)3